# Sainte-Croix-Grand-Tonne
Sainte-Croix-Grand-Tonne település Franciaországban, Calvados megyében. Lakosainak száma 322 fő (2018. január 1.). Sainte-Croix-Grand-Tonne Bretteville-l’Orgueilleuse, Coulombs, Cully, Loucelles, Putot-en-Bessin, Secqueville-en-Bessin és Rots községekkel határos.

## Népesség
A település népessége az elmúlt években az alábbi módon változott:
| Lakosok száma | 318  | 291  | 287  | 328  | 293  | 297  | 301  | 304  | 313  | 322  |
|               | 1968 | 1975 | 1982 | 1990 | 1999 | 2011 | 2013 | 2015 | 2017 | 2018 |